# Vilemína Pruská (1774–1837)
Vilemína Pruská (Frederika Luisa Vilemína; 18. listopadu 1774, Postupim – 12. října 1837, den Haag) byla první nizozemská královna choť jako první manželka krále Viléma I. Nizozemského. Neměla moc velkou veřejnou roli, ale byla patronkou umění.

## Biografie
Vilemína se narodila jako čtvrté z osmi dětí pruského krále Fridricha Viléma II. a jeho manželky Frederiky Luisy Hesensko-Darmstadtské. O jejím mládí není mnoho známo. Její výchova a vzdělání probíhaly pod pečlivým dohledem jejího strýce Fridricha Velikého.

### Manželství
1. října roku 1791 se v Berlíně provdala za svého bratrance Viléma, syna nizozemského místodržitele Viléma V. Oranžského a jeho manželky Vilemíny Pruské, její tety. Mladí manželé se usadili v paláci Noordeinde v Haagu. Z jejich šťastného manželství vzešlo šest dětí, pouze tři však se dožily dospělosti.
V roce 1795 roku Francie zaútočila na Spojené provincie nizozemské. Vilemína spolu s celou rodinou musela odejít do exilu. Nejprve se uchýlili do Anglie a poté do Berlína, kde panoval její bratr, Fridrich Vilém III. Roku 1812 získala Vilemína od svého bratra dolnoslezské panství Henryków (Heinrichau). Do Haagu se vrátili na počátku roku 1815 a Vilém byl provolán nizozemským králem. Podle článku 13 Nizozemské ústavy z 24. srpna 1815 byli Vilemínini potomci určeni jako legitimní nástupci nizozemského trůnu.

### Královna
Princezna Vilemína se stala první nizozemskou královnou v roce 1815. Královna Vilemína, duchaplná a vtipná, ale i vážná žena, byla velmi skromná a většinou zůstávala v ústraní, ve stínu svého manžela. Zemřela v paláci Noordeinde v Haagu 12. října roku 1837 ve věku 62 let. Pohřbena byla v Nieuwe Kerk v Delft, místě posledního odpočinku nizozemské panovnické rodiny.

## Potomstvo
| Jméno                               | Narození         | Smrt              | Poznámky                                                   |
| ----------------------------------- | ---------------- | ----------------- | ---------------------------------------------------------- |
| Král Vilém II. Nizozemský           | 6. prosince 1792 | 17. března 1849   | ženatý, 1816, velkokněžna Anna Pavlovna Ruská; měl potomky |
| Mrtvě narozený syn                  | 18. srpna 1795   | 18. srpna 1795    |                                                            |
| Princ Frederik Nizozemský           | 28. února 1797   | 8. září 1881      | ženatý, 1825, princezna Luisa Pruská; měl potomky          |
| Princezna Pavlína Oranžsko-Nasavská | 1. března 1800   | 22. prosince 1806 |                                                            |
| Mrtvě narozený syn                  | 30. srpna 1806   | 30. srpna 1806    |                                                            |
| Princezna Marianna Nizozemská       | 9. května 1810   | 29. května 1883   | vdaná, 1830, princ Albrecht Pruský; měla potomky           |

## Vývod z předků
|                 |                                           |  |                                     |                                                          |  |  |  |  |  |  |  | Fridrich I. Pruský |
|                 |                                           |  |                                     |                                                          |  |  |  |  |  |  |  |                    |
|                 | Fridrich Vilém I. Pruský                  |  |                                     |                                                          |  |  |  |  |  |  |  |                    |
|                 |                                           |  |                                     |                                                          |  |  |  |  |  |  |  |                    |
|                 |                                           |  |                                     | Žofie Šarlota Hannoverská                                |  |  |  |  |  |  |  |                    |
|                 |                                           |  |                                     |                                                          |  |  |  |  |  |  |  |                    |
|                 | August Vilém Pruský                       |  |                                     |                                                          |  |  |  |  |  |  |  |                    |
|                 |                                           |  |                                     |                                                          |  |  |  |  |  |  |  |                    |
|                 |                                           |  |                                     | Jiří I. Britský                                          |  |  |  |  |  |  |  |                    |
|                 |                                           |  |                                     |                                                          |  |  |  |  |  |  |  |                    |
|                 | Žofie Dorotea Hannoverská                 |  |                                     |                                                          |  |  |  |  |  |  |  |                    |
|                 |                                           |  |                                     |                                                          |  |  |  |  |  |  |  |                    |
|                 |                                           |  |                                     | Žofie Dorotea z Celle                                    |  |  |  |  |  |  |  |                    |
|                 |                                           |  |                                     |                                                          |  |  |  |  |  |  |  |                    |
|                 | Fridrich Vilém II. Pruský                 |  |                                     |                                                          |  |  |  |  |  |  |  |                    |
|                 |                                           |  |                                     |                                                          |  |  |  |  |  |  |  |                    |
|                 |                                           |  |                                     | Ferdinand Albert I. Brunšvicko-Wolfenbüttelsko-Bevernský |  |  |  |  |  |  |  |                    |
|                 |                                           |  |                                     |                                                          |  |  |  |  |  |  |  |                    |
|                 | Ferdinand Albrecht II. Brunšvický         |  |                                     |                                                          |  |  |  |  |  |  |  |                    |
|                 |                                           |  |                                     |                                                          |  |  |  |  |  |  |  |                    |
|                 |                                           |  |                                     | Kristýna Hesensko-Eschwegská                             |  |  |  |  |  |  |  |                    |
|                 |                                           |  |                                     |                                                          |  |  |  |  |  |  |  |                    |
|                 | Luisa Amálie Brunšvicko-Wolfenbüttelská   |  |                                     |                                                          |  |  |  |  |  |  |  |                    |
|                 |                                           |  |                                     |                                                          |  |  |  |  |  |  |  |                    |
|                 |                                           |  |                                     | Ludvík Rudolf Brunšvicko-Wolfenbüttelský                 |  |  |  |  |  |  |  |                    |
|                 |                                           |  |                                     |                                                          |  |  |  |  |  |  |  |                    |
|                 | Antonie Amálie Brunšvicko-Wolfenbüttelská |  |                                     |                                                          |  |  |  |  |  |  |  |                    |
|                 |                                           |  |                                     |                                                          |  |  |  |  |  |  |  |                    |
|                 |                                           |  |                                     | Kristýna Luisa Öttingenská                               |  |  |  |  |  |  |  |                    |
|                 |                                           |  |                                     |                                                          |  |  |  |  |  |  |  |                    |
| Vilemína Pruská |                                           |  |                                     |                                                          |  |  |  |  |  |  |  |                    |
|                 |                                           |  |                                     |                                                          |  |  |  |  |  |  |  |                    |
|                 |                                           |  | Arnošt Ludvík Hesensko-Darmstadtský |                                                          |  |  |  |  |  |  |  |                    |
|                 |                                           |  |                                     |                                                          |  |  |  |  |  |  |  |                    |
|                 | Ludvík VIII. Hesensko-Darmstadtský        |  |                                     |                                                          |  |  |  |  |  |  |  |                    |
|                 |                                           |  |                                     |                                                          |  |  |  |  |  |  |  |                    |
|                 |                                           |  |                                     | Dorotea Šarlota Braniborsko-Ansbašská                    |  |  |  |  |  |  |  |                    |
|                 |                                           |  |                                     |                                                          |  |  |  |  |  |  |  |                    |
|                 | Ludvík IX. Hesensko-Darmstadtský          |  |                                     |                                                          |  |  |  |  |  |  |  |                    |
|                 |                                           |  |                                     |                                                          |  |  |  |  |  |  |  |                    |
|                 |                                           |  |                                     | Jan Reinhard III. Hanavsko-Lichtenberský                 |  |  |  |  |  |  |  |                    |
|                 |                                           |  |                                     |                                                          |  |  |  |  |  |  |  |                    |
|                 | Šarlota z Hanau-Lichtenbergu              |  |                                     |                                                          |  |  |  |  |  |  |  |                    |
|                 |                                           |  |                                     |                                                          |  |  |  |  |  |  |  |                    |
|                 |                                           |  |                                     | Dorotea Frederika Braniborsko-Ansbašská                  |  |  |  |  |  |  |  |                    |
|                 |                                           |  |                                     |                                                          |  |  |  |  |  |  |  |                    |
|                 | Frederika Luisa Hesensko-Darmstadtská     |  |                                     |                                                          |  |  |  |  |  |  |  |                    |
|                 |                                           |  |                                     |                                                          |  |  |  |  |  |  |  |                    |
|                 |                                           |  |                                     | Kristián II. Falcko-Zweibrückenský                       |  |  |  |  |  |  |  |                    |
|                 |                                           |  |                                     |                                                          |  |  |  |  |  |  |  |                    |
|                 | Kristián III. Falcko-Zweibrückenský       |  |                                     |                                                          |  |  |  |  |  |  |  |                    |
|                 |                                           |  |                                     |                                                          |  |  |  |  |  |  |  |                    |
|                 |                                           |  |                                     | Kateřina Agáta Rappoltsteinská                           |  |  |  |  |  |  |  |                    |
|                 |                                           |  |                                     |                                                          |  |  |  |  |  |  |  |                    |
|                 | Karolína Falcko-Zweibrückenská            |  |                                     |                                                          |  |  |  |  |  |  |  |                    |
|                 |                                           |  |                                     |                                                          |  |  |  |  |  |  |  |                    |
|                 |                                           |  |                                     | Ludvík Kraft Nasavsko-Saarbrückenský                     |  |  |  |  |  |  |  |                    |
|                 |                                           |  |                                     |                                                          |  |  |  |  |  |  |  |                    |
|                 | Karolína Nasavsko-Saarbrückenská          |  |                                     |                                                          |  |  |  |  |  |  |  |                    |
|                 |                                           |  |                                     |                                                          |  |  |  |  |  |  |  |                    |
|                 |                                           |  |                                     | Filipína Henrieta z Hohenlohe-Langenburgu                |  |  |  |  |  |  |  |                    |
|                 |                                           |  |                                     |                                                          |  |  |  |  |  |  |  |                    |